# Trefniś (serial animowany)
Trefniś / Przygody Aliasa (ang. Alias the Jester, 1985–1986) – angielski serial animowany zrealizowany przy współpracy z Thames Entertainment i Cosgrove Hall Films. Autorami i twórcami serialu są Mark Hall i Brian Cosgrove, reżyser serialu Dzielna Mysz. Serial liczy 13 odcinków.

## Opis fabuły
Serial opowiada o przygodach małego kosmity, którego nazywano Aliasem. Podczas podróży w czasie statek, którym podróżuje nasz bohater, nagle ulega awarii. Z tego powodu Alias ląduje w czasach średniowiecznych. Po wylądowaniu na planecie Ziemia chłopiec poznaje mieszkańców Camelotu: króla Artura i jego żonę – królową Edytę, a także ich synową – księżną Amaranth oraz czarownika Merlina. Zatrudnia się na zamku jako błazen. Gdy ktoś jest w niebezpieczeństwie, bohater zmienia się w superbohatera i pędzi mu na ratunek.

## Wersja polska

### Wersja VHS
Wersja wydana na VHS pod tytułem Przygody Aliasa z angielskim dubbingiem i polskim lektorem, którym był Andrzej Matul. 
- Dystrybucja: ITI Home Video

### Wersja TV
Wersja lektorska emitowana na RTL7 w bloku Odjazdowe kreskówki w 1999 pod nazwą Trefniś.
- Wersja polska: RTL7
- Czytał: Jan Wilkans

## Lista odcinków
| Nr  | Tytuł angielski                  | Tytuł polski                                                  |
| --- | -------------------------------- | ------------------------------------------------------------- |
| 01. | Alias the Jester                 | Trefniś Jak Alias został błaznem na dworze króla Artura (VHS) |
| 02. | The Ring                         | Pierścień                                                     |
| 03. | The Amazing Dancing Bear         | Zdumiewający niedźwiedź                                       |
| 04. | The Viking Airship               | Wikingowie                                                    |
| 05. | Ready When you are, King Arthur! | Pojedynek                                                     |
| 06. | The Giant's Visit                | Wizyta Olbrzyma                                               |
| 07. | The Walking Island               | Chodząca wyspa                                                |
| 08. | Monster of the Lake              | Potwór z jeziora                                              |
| 09. | Magic Metal                      | Magiczny metal                                                |
| 10. | The Lost Ark                     | Zaginiona Arka                                                |
| 11. | Revenge of the Najjer            | Zemsta czarownika Najjera                                     |
| 12. | Fiery Fred                       | Wesoły Fred                                                   |
| 13. | Amaranth and the Beast           | Amaranth i bestia                                             |

## Obsada (głosy)
- Richard Briers – Alias
- Jimmy Hibbert – 
  - Boswell
  - Królowa Edyta
  - Rycerz Sir Pinkly
- Myfanwy Talog – Księżna Amaranth
- Brian Trueman – 
  - Król Artur
  - Czarownik Najjer
- Brian Wilde – Czarownik Merlin

## Nagrody
- 1986: BAFTA Awards - najlepszy animowany film krótkometrażowy[3][4]